# عملية الصاعقة (لعبة فيديو)
عملية الصاعقة (بالإنجليزية: Operation Thunderbolt) (باليابانية: オペレーションサンダーボルト) ، هي لعبة إلكترونية من نوع تصويب، أنتجت شركة تايتو عام 1988م.

## قصة اللعبة
تبدأ القصة حول قيام مقاتلات جوية معادية لاختطاف الطائرة المدنية الأمريكية، وهدد زعيم دولة وهمية إذا لم يفرج عن معتقليها في السجون الفرنسية، سيبقى الرهائن داخل الطائرة، ويقوم القوات الأمريكية الخاصة لدخول لدولة افتراضية لمحاربة الأعداء.

## وصلة خارجية
- عملية الصاعقة (لعبة فيديو) على موقع القائمة القاتلة لألعاب الفيديو
- عملية الصاعقة في موقع World of Spectrum